# Никопол
Нико́пол (болг. Никопол), Никополь — город в Болгарии, в Плевенской области, входит в общину Никопол. Население составляет 3523 человека (2022).

## География
Город Никополь расположен на правом берегу реки Дунай, на сильно пересечённой равнине и холмистой местности. Он расположен в 54 км к северо-востоку от центра области Плевны. Ближайшие болгарские города являются центрами соседних муниципалитетов: Гулянцы — 24 км к юго-западу и Белене — 36 км к юго-востоку от Никополя. По другую сторону реки Дунай находится румынский город Турну Мэгуреле — 1 км до порта и 7 км до центра.
С севера город естественным образом огорожен рекой Дунай, на западе — скалистый берег реки Осам, а на востоке — крутая долина реки Эрмель. Южная местность самая широкая на плато Вабель, но она относительно узкая.
Климат умеренно континентальный и относительно влажный из-за близости широкой реки Дунай с жарким летом и холодной зимой.

## История
Согласно археологическим исследованиям, самые ранние следы жизни относятся к каменному веку. В районе холма Калето сохранились остатки фракийских времен (1200-100 гг. до н.э.).
Во времена Римской империи поселение входило в состав провинции Мезия. Позже, в 4-м веке, после разделения Римской империи, он оставался в границах Восточной Римской империи (Византии). В 1059 году его прозвали Никополь (Никополис, город побед). С этой эпохи сохранилась надгробная плита Авила Линге и ещё одна, на орнаменте которой изображён римский всадник, алтарь, посвящённый богине Диане.
В 1393 году, когда османские турки завоевали столицу болгарского царства Тырново в городе Тырново, болгарский царь Иван Шишман оказался в укреплённой крепости Никополь, где занимал оборонительную позицию. Таким образом, Никополь стал фактически столицей Болгарии до 1395 года, когда он был побеждён турецкими захватчиками. Они убили Ивана Шишмана 3 июня 1395 года, и его королевство перестало существовать как государство. После падения Никополя город стал центром николейского санджака, который охватывал территорию царства Тырново в пределах конца его существования. Битва за Никопол в 1396 году была поворотным моментом в истории не только Болгарии, но и на Балканах в Европе. В неспокойные годы заката Второго болгарского царства Калима и другие западные летописцы упоминали Никополь как столицу Болгарии. Возможно, это связано с тем, что Никополь является последней резиденцией царя Ивана Шишмана.

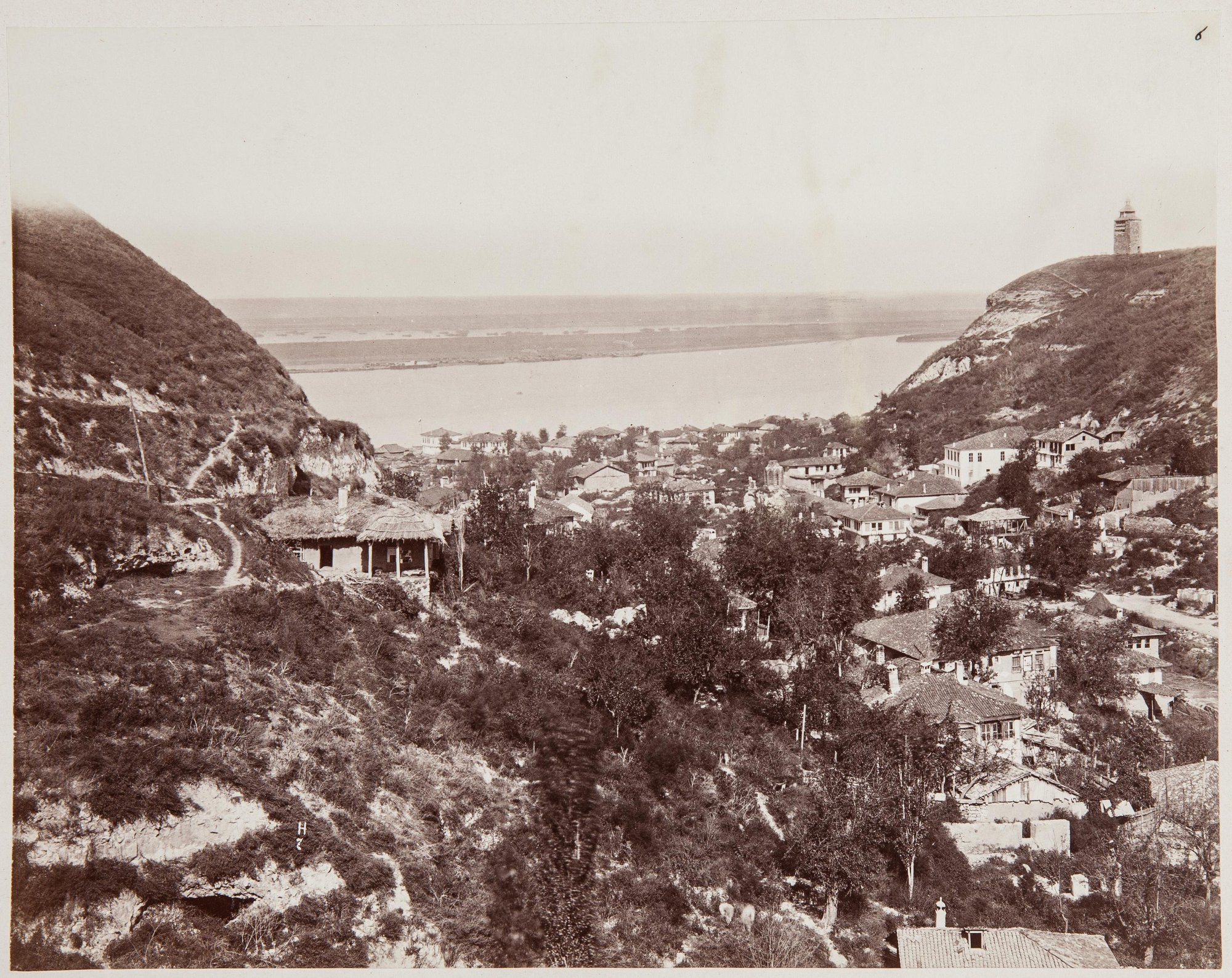
Вид города Никополь. 1880-е гг.

В период XV—XVII веков, во времена османского владычества, Никопол являлся одним из крупнейших военно-административных центров с сильной крепостью и интенсивной экономической, духовной и политической жизнью.
В 1738 году население Никополя было преимущественно турецким. Город начал приходить в упадок в 18-м и 19-м веках и в конечном итоге потерял свой статус крупного военно-административного и социально-политического центра.
В 1871 году общественный деятель Никола Кайтазов, учитель Симеон Васильев Симеонов и священник Христо Ламбринов основали первый общественный центр под названием «Напредак». Никола Кайтазов был избран его председателем. Читальня была размещена в доме братьев Никола и Димитра Кайтазовых. В 1873 году «Напредак» начал развивать активную театральную деятельность под руководством педагога Тодора Станчева, который писал и ставил поучительные пьесы. Станчев создает школьный хор, который позже будет преобразован в «Общество Пеева» в Читалиште, в которое входят дети и взрослые, поющие на нотах.
В Никополе в последние дни османского владычества проживало около 20000 человек, большинство из которых являлись турками. В городе было три квартала: турецкий, болгарский и еврейский, с красивой церковью и прекрасной школой, обучавшей на болгарском языке.
Во время русско-турецкой войны 1877—1878 годов русские войска взяли крепость Никополь.

## Политика
Кмет (мэр) общины Никопол — Валерий Димитров Желязков (Граждане за европейское развитие Болгарии) по результатам выборов 2015 года в правление общины.

## Экономика
В Никопольском порту на реке Дунай расположен паромный причал, от которого ходит паром до расположенного на румынском побережье города Турну Мэгуреле. Лодки совершают по два тридцатиминутных рейса в день в каждом направлении: из Никополя в 11:00 и 17:00, из Турну Мэгуреле в 10:00 и 18:00.

## Города-побратимы
- Россия — Шахты
- Венгрия — Халастелек
- Румыния — Зимнича[8]